# Сходи (фільм)
«Сходи» (рос. «Лестница») — радянський художній фільм, знятий режисером Олексієм Сахаровим за мотивами однойменної повісті  Олександра Житинського на кіностудії «Мосфільм» у 1989 році.

## Сюжет
Дія відбувається в ленінградської комунальній квартирі (Пушкінська вулиця, 17).
Герой фільму Володимир Пірошников збирається накласти на себе руки, зістрибнувши з моста. Його зупиняє дівчина Аля, що випадково проходила по мосту і відводить до себе додому. Вранці Володимир прокидається в порожній майстерні її сусіда скульптора. Збираючись йти, Володимир йде по сходах, які таємничим чином не закінчуються. Повернувшись до Алі, він просить її допомогти, і з'ясовується, що він не перший, що потрапив в таку ситуацію. Попередній співмешканець Алі зміг піти, змінив її, через вікно її сусідки Лариси, яке виходило відразу на вулицю. Володимира, що намагається вилізти на мотузці з п'ятого поверху, зупиняє дядько Алі Михайло, що приїхав з Тули, прийнявши його за злодія. За всіма подіями спостерігає інша сусідка Алі, баба Нюра. Завзято повторюючи спроби вибратися на волю, бранець потрапляє на дах. Сп'янілий свободою, він сковзається і ледь не падає з даху, в останній момент встигаючи схопитися за хиткий карниз. Фінал фільму залишається відкритим.

## У ролях
- Олег Меншиков —  Володимир Пірошников
- Олена Яковлєва —  Алевтина Іванова
- Світлана Аманова —  Лариса Павлівна
- Сергій Арцибашев —  Георгій Старицький
- Леонід Куравльов —  дядько Михайло
- Капітоліна Іллєнко —  Анна Кіндратівна
- Віктор Степанов —  Кирило
- Саша Щербаков —  Сергій
- Олександр Пятков —  сусід-баяніст
- Олена Ткачова —  дружина баяніста
- Ігор Сидоренко —  Льонька
- Микола Кочегаров —  сусід-письменник
- Вадим Вільський —  гість в береті
- Олексій Шадхін —  солдат-строковик
- Володимир Балон —  працівник кооперативу «Амальгама»
- Юрій Воронков —  батюшка
- Микола Іванов —  хіпі
- Віктор Лазарев —  гість з тростиною
- Юрій Мартинов —  художник

## Знімальна група
- Автор сценарію —  Олександр Житинський
- Режисер-постановник —  Олексій Сахаров
- Оператор-постановник —  Микола Немоляєв
- Композитор —  Володимир Комаров
- Художники-постановники —  Борис Бланк, Володимир Мурзін